# Le Pays des ombres
Le Pays des ombres (titre original : Shadowland) est le troisième tome de la saga Éternels.

## Résumé
Après avoir traversé de nombreuses vies antérieures et anéanti ceux qui cherchait à les détruire, Ever et Damen ne s'attendaient pas à devoir affronter le plus dangereux des ennemis : une puissante malédiction qui menace de les séparer à jamais. Déterminée à briser ce charme, Ever se plonge dans la magie et obtient l'aide inattendue de Jude, un séduisant jeune homme au passé obscur. Alors que son âme sœur s'éloigne d'elle pour la protéger, le lien qui l'unit à Jude devient plus fort.
Ever croyait qu'elle et Damen étaient faits l'un pour l'autre mais le destin leur réservait un sort différent.

## Personnages
Ever Bloom : adolescente de 16 ans, blonde aux yeux bleus, ayant perdu sa famille et son chien dans un accident qui lui a laissé une cicatrice sur le front et des pouvoirs psychiques. Elle voit la couleur des auras humaines, entend ce qu'ils pensent, connaît l'histoire de leur vie à leur contact et communiquer avec le fantôme de sa sœur. Ignorée par ses camarades de classe, elle tombe amoureuse de Damen, seul adolescent à résister à ses pouvoirs et va devenir immortelle.
Damen Auguste : C'est le premier des Immortels, qui a hérité de son père la recette de l'élixir d'immortalité. Il est amoureux d'Ever depuis leur première rencontre, après s'être séparé de son ex-femme. Vie après vie, les réincarnations d'Ever sont toutes tuées dans ce qui semble être des accidents, et Damen commence à perdre espoir avant de réussir enfin à sauver sa bien-aimée.
Jude : C'est le propriétaire de la librairie où travaillait Ava. Lui et Ever sont amants à chacune de leurs réincarnations mais dès que Damen retrouve Ever celle-ci met fin à leur relation.
Sabine : C'est la tante d'Ever, qui l'accueillit après l'accident. L'adolescente se sent à la fois reconnaissante et coupable envers sa tante, qu'elle pense priver de liberté elle sortira aussi avec M. Munoz le professeur d'histoire d'Ever.
Riley Bloom : C'est la sœur d'Ever, qui lui rend régulièrement visite et communique avec elle grâce aux pouvoirs psychiques de cette dernière et quand elle passe le pont Ever se sent très seule.
Drina Auguste : C'est une immortelle et aussi l'ex-femme de Damen. C'est elle qui tue Ever à chacune de ses réincarnations. Cette fois-ci, comme Ever est immortelle, elle parvient à tuer Drina.
Ava : C'est une voyante qui aide Ever à se forger un bouclier psychique pour ne plus entendre les pensées des autres et s'enfuit à la fin du tome 2 avec la potion d'immortalité.
Haven : C'est l'une des seules amies d'Ever, qui change souvent de style car elle veut se faire remarquer. Elle est attirée par Roman et Jude.
Miles : Comme Haven, c'est un ami d'Ever. Il est homosexuel et il chante et joue dans des pièces de théâtre. 
Stacia : Fille très populaire dans le lycée d'Ever. C'est aussi sa pire ennemie. Elle sortira avec Damen quand celui-ci ne sera plus lui-même à cause de Roman.
Roman : C'est un immortel amoureux de Drina. Pour venger sa mort il va empoisonner Damen et sympathiser avec Haven.
Rayne et Romy : Ce sont deux jumelles qui vivent dans l'Eté Perpetuel, qui l'aideront à sauver Damen et qui perdront leur pouvoirs par la suite.